# MTV Europe Music Awards 2003
10-я церемония вручения наград MTV Europe Music Awards 2003 прошла в торговом центре Ocean Terminal в Эдинбурге, Шотландия. Вела церемонию Кристина Агилера.

## Номинанты и победители

### Лучшая песня
- «Crazy in Love», Бейонсе при участии Jay-Z
- «Beautiful», Кристина Агилера
- «Bring Me to Life», Evanescence
- «Cry Me a River», Джастин Тимберлейк
- «Get Busy», Шон Пол

### Лучшая исполнительница
- Christina Aguilera
- Kylie Minogue
- Beyoncé
- P!nk
- Madonna

### Лучший исполнитель
- Джастин Тимберлейк
- Craig David
- Eminem
- Robbie Williams
- Sean Paul

### Лучшая группа
- Coldplay
- Radiohead
- Evanescence
- The White Stripes
- Metallica

### Лучший поп-исполнитель
- Джастин Тимберлейк
- Christina Aguilera
- Kylie Minogue
- P!nk
- Robbie Williams

### Лучший альбом
- Justified, Джастин Тимберлейк
- Elephant, The White Stripes
- Escapology, Робби Уильямс
- Get Rich or Die Tryin’, 50 Cent
- Stripped, Кристина Агилера

### Лучший танцевальный исполнитель
- Panjabi MC
- The Chemical Brothers
- Paul Oakenfold
- Junior Senior
- Moby

Presented by Shirley Manson of Garbage and Sharleen Spiteri of Texas.

### Лучший R&B исполнитель
- Beyoncé
- Ashanti
- Craig David
- Jennifer Lopez
- Mary J. Blige

### Лучший рок исполнитель
- The White Stripes
- Good Charlotte
- Red Hot Chili Peppers
- Linkin Park
- Metallica

### Лучший хип-хоп исполнитель
- Eminem
- Мисси Эллиот
- Jay-Z
- 50 Cent
- Nelly

### Лучший новый исполнитель
- Sean Paul
- Evanescence
- 50 Cent
- Джастин Тимберлейк
- Good Charlotte

### Лучшее видео
- «untitled #1», Sigur Rós
- «Work It», Мисси Эллиот
- «Go With The Flow» — Queens of the Stone Age
- «Eye For An Eye», UNKLE
- «Seven Nation Army», The White Stripes

### Лучший португальский исполнитель
- Blind Zero
- Blasted Mechanism
- David Fonseca
- Fonzie
- Primitive Reason